# Собор Иоанна Крестителя (Вроцлав)
Собор Иоанна Крестителя (пол. Archikatedra św. Jana Chrzciciela) — католический храм во Вроцлаве на острове Тумский. Является кафедральным храмом Архиепархии Вроцлава.
Здание построено в готическом стиле.

## История
Собор находится на месте еще более старой церкви. История здания собора начинается в XIII веке. Хор был завершён в 1272 году, неф построен в 1341 году. Фасад с двумя шпилями высотой 98 м обращён на запад. Является первым готическим храмом на территории Польши
Построенный в 1913 году орган некоторое время был крупнейшим в мире.
Во время штурма Бреслау собор был разрушен на 70 %. В 1946—1951 годах была проведена его реконструкция.